# Мисумальпские языки
Мисумальпские языки (также: языки мисумальпа, языки мисулу) — небольшая семья индейских языков, распространённых на восточном побережье Никарагуа и прилегающих территориях. По одной из гипотез, из данных языков могли произойти типичные для Гондураса и Никарагуа топонимы с суффиксом -альпа (в том числе название столицы Тегусигальпа). Джозеф Гринберг включает мисумальпские языки в чибчанскую семью, однако другие исследователи отвергают его классификацию. Как считает Кен Хейл, связь между чибчанскими и мисумальпскими языками, если она существует, является «слишком дальней, чтобы считаться надёжно обоснованной»".
Название «мисумальпские языки» предложил Джон Олден Мэйсон, оно искусственно составлено из фрагментов названий трёх основных ветвей семьи — мискито, сумо и матагальпских языков.. Первым данную семью выделил и описал Вальтер Леман в 1920 г.

## Генеалогия
Мисумальпские языки включают:
- Мискито — около 200000 носителей, в основном в Североатлантическом автономном районе Никарагуа и в нескольких местах в Гондурасе.
- Сумальп(ан)ские языки:
  - Сумо — около 7000 носителей вдоль реки Хуаспук, в основном в Никарагуа, но частично в Гондурасе. Делится на ряд диалектов:
    - Майянгна
      - Тавака
      - Панамака
      - Твака

    - Улва

  - Матагальпские языки:
    - Какаопера — исчез; ранее был распространён в сальвадорском департаменте Морасан.
    - Матагальпа — исчез; ранее был распространён в горах центрального Никарагуа и в гондурасском департаменте Эль-Параисо

Благодаря союзу племени мискито с британцами язык мискито стал доминирующим языком Берега Москитов с конца 1600-х гг. На северо-востоке Никарагуа на него постепенно переходят носители языка сумо. Несмотря на это, его статус — ниже, чем у креольского (на основе английского) языка северо-востока, где мискито выходит из употребления. Сумо находится под угрозой исчезновения в большинстве районов, где он существует, хотя по ряду свидетельств он доминировал в регионе до распространения мискито. Матагальпские языки давно исчезли, плохо документированы.

## Фонология
Для всех мисумальпских языков характерны общие фонологические закономерности, за исключением фонотактики. Стандартные согласные: p, b, t, d, k, s, h, w, y, а также звонкие и глухие версии m, n, ng, l, r; гласные — a, i, u (имеют краткие и долгие версии).